# Siam Shade (álbum)
Siam Shade é o primeiro álbum de estúdio da banda japonesa de rock Siam Shade, tendo sido lançado de forma independente em 10 de dezembro de 1994.
Em 2012, lançaram Siam Shade Spirits 1993, uma versão remix do álbum original.

## Recepção
Alcançou a segunda posição na parada de álbuns independentes da Oricon. Foi eleito um dos melhores álbuns de 1989 a 1998 em uma edição de 2004 da revista musical Band Yarouze.

## Faixas
| N.º            | Título                                   | Letras         | Música         | Duração |  |
| 1.             | "No Control"                             | Chack          | Daita          | 3:26    |  |
| 2.             | "Imagination"                            | Chack          | Chack          | 3:05    |  |
| 3.             | "Ima wa tada..." (今はただ…)             | Chack          | Chack          | 4:51    |  |
| 4.             | "Don't"                                  | Kazuma         | Kazuma         | 4:54    |  |
| 5.             | "Toki no Kawa no Naka de" (時の川の中で) | Kazuma         | Kazuma         | 3:30    |  |
| 6.             | "Lose My Reason"                         | Kazuma         | Kazuma         | 4:46    |  |
| Duração total: | Duração total:                           | Duração total: | Duração total: | 24:10   |  |